# 고전약리학

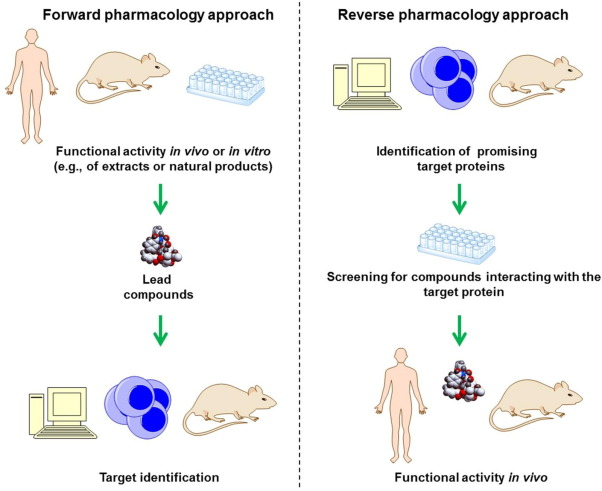
약물 발견에서의 고전(정방향) 약리학 및 역(역방향)약리학적 접근법

고전약리학(古典藥理學, 영어: classical pharmacology)은 약물 발견 분야에서 바람직한 치료 효과가 있는 물질을 식별하기 위해 합성 저분자, 천연물 또는 추출물의 화학 라이브러리의 표현형 스크리닝(온전한 세포 또는 전체 생물에서 스크리닝)에 의존한다. 전방약리학(前方藥理學, 영어: forward pharmacology) 또는 표현형 약물 발견(表現型藥物發見, 영어: phenotypic drug discovery, PDD)이라고도 한다. 의약화학 기술을 사용하여 이러한 스크리닝 히트의 효능, 선택성 및 기타 특성을 최적화하여 후보 약물을 생성한다.

## 같이 보기
- 역약리학
- 표현형 스크리닝
- 생약학
- 화학단백질체학